# 누리스탄어군
누리스탄어(Nuristani)는 인도이란어파의 독자적인 분파를 이루는 어군이다. 누리스탄 지역의 원주민족인 누리스탄인들이 사용한다.
인도이란어파의 다른 양대 분파인 인도아리아어군이나 이란어군과는 상당히 이질적인 모습을 보이며, 누리스탄인들이 힌두 쿠시 지역에서 오랫동안 고립된 생활을 유지해온 이유로 누리스탄 제어의 독자성이 지켜졌다. 19세기까지도 이들의 언어는 문헌에 기술된 바가 없었다.
따라서 여러 학자들은 누리스탄어를 인도이란어파에서 오래 전에 갈라져나온 별개 분파로 분류하고 있다. 한편 일부 학자들은 다르드어군에 가까운 인도아리아어군의 하위 분파거나, 혹은 적어도 다르드어로부터 강한 영향을 받았다고 제안하기도 한다. 그러나 누리스탄 제어는 인접한 다르드계의 카슈미르어와 달리 SOV 어순이 더 일반적인데, 이는 다른 인도아리아어군에서 자주 보이는 특성이다.

## 분류
- 카티어 (Katë, Kati, Kamviri, Kamkata-vari): 화자 약 15만 명. 누리스탄 언어 중 가장 화자 수가 많으며, 서부, 북동부, 남동부의 방언으로 나뉜다.
- 프라순어 (Prasun, Prasuni, Wasi-wari): 화자 약 7천 명. 문법과 음운 측면에서 독자적 특징을 보여, 가장 분기가 깊은 언어로 추정된다.
- 아슈쿤어 (Ashkun, Ashkunu, Sanu-viri): 화자 약 4만 명. 일부 독자적인 음운 변화가 있다.
- 누리스탄 칼라샤어 (Waigali, Kalasha-ala, Nuristani Kalasha): 화자 약 1만 2천 명. 트레가미어나 제먀키어와 비교적 가깝다. 화자들은 스스로의 언어를 "칼라샤어"라고 부르나 치트랄 지역에서 쓰이는 인도아리아어군 언어인 칼라샤어(Kalasha-mun)와는 구분되어야 한다.
- 트레가미어 (Tregami): 화자 약 3,500명. 아프가니스탄 쿠나르주의 와타푸르구에 위치한 Gambir, Kaṭâr, Devoz라는 3개 마을에서 쓰인다. 'Tregami'는 "세 마을의"라는 뜻이다.
- 제먀키어 (Zemiaki): 화자 약 500명. 알려진 누리스탄 언어 중 가장 규모가 작다. 지역 전통은 누리스탄 칼라샤어와의 역사적 관련성을 시사한다.

## 같이 보기
- 다르드어군